# Хованский, Борис Петрович
Князь Борис Петрович Хованский (ум. после 1590) — воевода во времена правления Ивана IV Грозного, конюший и боярин князя Владимира Андреевича, боярин князя Симеона Бекбулатовича.

## Биография
Из княжеского рода Хованских. Старший сын князя Петра Васильевича Хованского и Ирины Фёдоровны, урождённой Плещеевой. Имел брата Андрея Петровича.
Первоначально служил в уделе двоюродного брата царя Ивана Грозного — князя Владимира Андреевича. В 1540 году второй воевода Большого полка в походе против шведов. В 1543 году второй воевода Большого полка в Калуге. В сентябре 1556 года воевода князя Владимира Андреевича в Калуге, а в 1557 году показан его конюшим. В октябре тоже года воевода в Калуге, для охранения от прихода крымцев. В апреле 1558 года, на свадьбе князя Владимира Андреевича и княжны Евдокии Романовны Одоевской был при княжеском коне. В 1560 году показан боярином князя Владимира Андреевича. С весны 1563 года переведён на царскую службу. В 1563—1564 годах третий воевода в Смоленске, а в апреле переведён вторым воеводою Большого полка в Калугу. В 1564—1565 годах второй воевода в Смоленске, а с сентября 1565 года «годовал» третьим воеводою в Смоленске. В 1565—1576 годах заседал в Земском дворе. В июле 1576 года упомянут воеводою в Москве. В 1571 году «годовал» первым воеводою в Чебоксарах. В 1573 году на свадьбе дочери князя Владимира Андреевича — княжны Марьи Владимировны и короля Арцымагнуса, сидел третьим напротив боярынь. Осенью 1574 года указано ему идти первым воеводою Сторожевого полка в Шую, против взбунтовавшихся черемис. В августе 1576 года встречал в Москве ногайских послов, следил на базаре за продажей лошадей, а в сентябре воевода правой руки войск на Мышеге. В 1577 году показан боярином великого князя Симеона Бекбулатовича, при коем был в государевом походе на Лифляндию, в коем чине упомянут в 1585 году, с окладом 800 четвертей и 100 рублей денег. В 1585 году давал корм шведскому гонцу в Торжке. В 1588—1589 годах московский дворянин. В 1589—1590 годах участник шведского похода.
Имел сына, князя Ивана Борисовича — второй воевода в Московском кремле во время нашествия крымцев на Москву (1591), четвёртый голова у огней в государевом полку в походе в Серпухов (1598).